# Arxiu Nacional del Cinema del Japó
L'Arxiu Nacional del Cinema del Japó (国立映画アーカイブ, Kokuritsu Eiga Ākaibu) és una institució administrativa independent i un dels set museus nacionals d'art del Japó, especialitzat en la preservació i exhibició del patrimoni cinematogràfic japonés. En la seva anterior encarnació, era el Centre Nacional del Cinema, que formava part del Museu Nacional d'Art Modern de Tòquio. L'abril de 2018, es va independitzar del Museu Nacional d'Art Modern i va ser elevat oficialment al rang d'un museu nacional.
L'ANCJ es troba a Kyōbashi (Tòquio), i és l'única institució pública del Japó dedicada al cinema, amb unes 40.000 pel·lícules, i molts altres materials, a la seva col·lecció. L'Arxiu té en exposició permanent material relacionat amb el cinema; i fa projeccions especials als seus cinemes. La NFAJ és membre de The International Federation of Film Archives. Conserva moltes obres importants de la història del cinema japonès i mundial, incloses pel·lícules designades com a Propietats culturals importants del Japó com Momijigari.

## Col·lecció

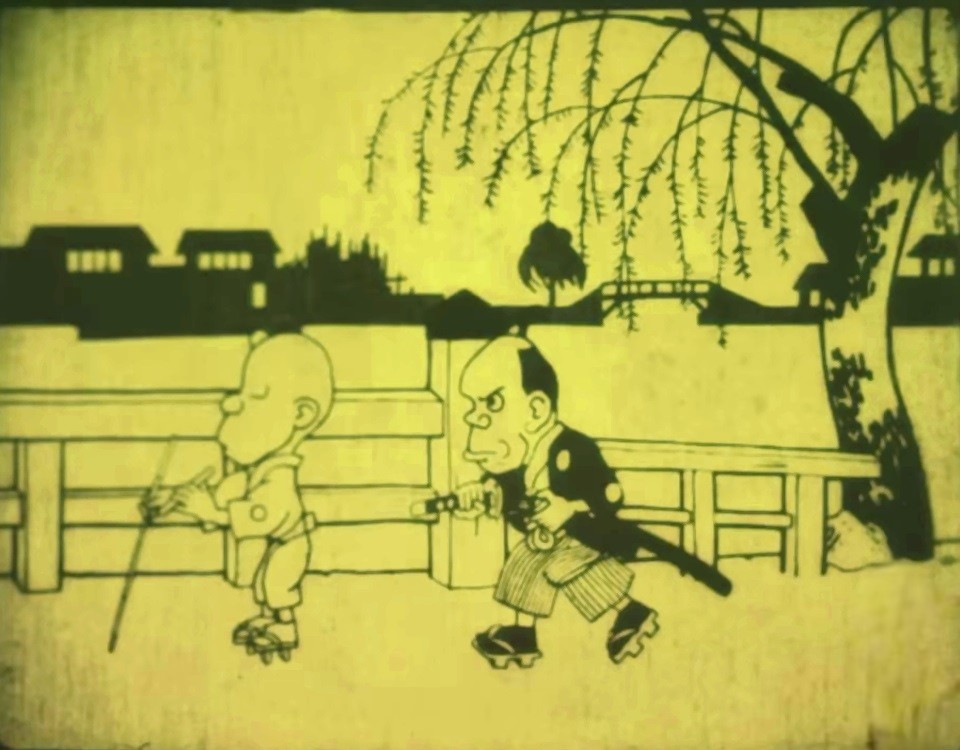
Captura de pantalla de l'exemple més antic existent d'una pel·lícula d'animació japonesa feta originalment per al cinema: Namakura-gatana (1917). Aquesta única pel·lícula de 2 minuts va ser restaurada i projectada inicialment per al públic l'any 2008.

L'ANCJ va restaurar una pel·lícula d'animació japonesa que s'havia estrenat per primera vegada el 1917, l'exemple més antic existent d'una pel·lícula d'animació japonesa feta originalment per al cinema. La pel·lícula, Namakura gatana, és el primer treball de Jun'ichi Kōuchi, un dels fundadors de la pel·lícula d'animació japonesa. Inesperadament, es va descobrir una impressió rara en un mercat d'antiguitats d'Osaka. A la comèdia muda, l'animació explica la història d'un guerrer samurai que és enganyat perquè compri una espasa de sense afilar. Intenta atacar els transeünts en un esforç per provar la qualitat de l'espasa, però els habitants de classe baixa es resisteixen i el derroquen. La història animada dura només dos minuts. Tot i que l'estat final de la pel·lícula segueix sent incert, ANCJ la va projectar al públic a finals d'abril de 2008. Amb la participació de l'ANCJ, la pel·lícula d'animació es va convertir en alguna cosa més que un artefacte històric; també es va convertir en una il·lustració del progrés de restauració de pel·lícules que s'han fet durant les últimes dècades.
La col·lecció Arxiu Nacional de Cinema inclou guions de pel·lícules originals (com ara Rashōmon d'Akira Kurosawa, Tokyo monogatari de Yasujirō Ozu i Naniwa Erejī de Kenji Mizoguchi), pòsters de pel·lícules originals - Godzilla, Rashōmon, Tokyo Story, Saikaku Ichidai Onna etc. - fotos fetes a el plató, les càmeres de cinema i els efectes personals dels actors i actrius (com els de Kinuyo Tanaka).

## Ubicació
La seu de Tòquio de l'ANCJ a l'edifici Kyōbashi es troba a un minut a peu de l'Estació de Kyōbashi (estació G-10) a la Línia Ginza del metro de Tòquio. També es troba a un minut a peu de l'Estació de Takarachō (estació A-12) a la línia Toei Asakusa. Una sucursal de l'ANCJ es troba a la ciutat de Sagamihara) a la veïna prefectura de Kanagawa.